# Villedieu (Vaucluse)
Villedieu è un comune francese di 525 abitanti situato nel dipartimento della Vaucluse della regione della Provenza-Alpi-Costa Azzurra.

## Società

### Evoluzione demografica
Abitanti censiti